# Bébé fait du cinéma
Pour plus de détails, voir Fiche technique et Distribution.
Bébé fait du cinéma ou Bébé joue au cinéma est un film muet français réalisé par Louis Feuillade et sorti en 1911.
Ce film fait partie de la série des Bébé.

## Fiche technique
- Titre : Bébé fait du cinéma
- Titre alternatif : Bébé joue au cinéma
- Réalisation : Louis Feuillade
- Scénario : Louis Feuillade
- Société de production : Société des Établissements L. Gaumont
- Pays d'origine :  France
- Langue : film muet avec les intertitres en français
- Format : Noir et blanc — 35 mm — 1,33:1 — Muet
- Métrage : 360 m
- Genre : Comédie
- Durée : 12 minutes
- Date de sortie : 
  - France : 1911

## Distribution
- René Dary : Bébé
- Jeanne Saint-Bonnet